# Come Hell or High Water
Come Hell or High Water — музичний альбом гурту Deep Purple. Виданий 1994 року лейблами BMG та RCA Records. Загальна тривалість композицій становить 68:32 (CD) та 120:00 (DVD). Альбом відносять до напрямку хард-рок.

## Список композицій
1. «Highway Star» — 6:40
2. «Black Night» — 5:40
3. «A Twist in the Tale» (Blackmore, Gillan, Glover) — 4:27
4. «Perfect Strangers» (Blackmore, Gillan, Glover) — 6:52
5. «Anyone's Daughter» — 3:57
6. «Child in Time» — 10:48
7. «Anya» (Blackmore, Gillan, Glover, Lord) — 12:13
8. «Speed King» — 7:29
9. «Smoke on the Water» — 10:26

### Список помпозицій видань США / Японія
1. «Highway Star» — 6:40
2. «Black Night» — 5:40
3. «A Twist in the Tale» (Blackmore, Gillan, Glover) — 4:27
4. «Perfect Strangers» (Blackmore, Gillan, Glover) — 6:52
5. «Anyone's Daughter» — 3:57
6. «Child in Time» — 10:48
7. «Anya» (Blackmore, Gillan, Glover, Lord) — 12:13
8. «Lazy» — 4:18
9. «Space Truckin'» — 2:39
10. «Woman from Tokyo» — 1:53
11. «Speed King» — 7:29
12. «Smoke on the Water» — 10:26

## Список композицій на DVD
1. «Highway Star»
2. «Black Night»
3. «Talk About Love»
4. «A Twist in the Tale»
5. «Perfect Strangers»
6. «Beethoven's Ninth»
7. «Knocking at Your Back Door»
8. «Anyone's Daughter»
9. «Child in Time»
10. «Anya»
11. «The Battle Rages On»
12. «Lazy»
13. «Space Truckin'»
14. «Woman From Tokyo»
15. «Paint It Black»
16. «Smoke on the Water»

## Чарти
| Чарт (1994)                                  | Найвища позиція |
| -------------------------------------------- | --------------- |
| Finnish Albums (The Official Finnish Charts) | 37              |
| Japanese Albums (Oricon)                     | 30              |

## Сертифікації
| Регіон                                                                                          | Сертифікація | Продажі |
| ----------------------------------------------------------------------------------------------- | ------------ | ------- |
| Австралія (ARIA)                                                                                | Платиновий   | 15 000^ |
| Велика Британія (BPI)                                                                           | Золотий      | 25 000* |
| *продажі, що базуються лише на сертифікаціях ^відвантаження, що базуються лише на сертифікаціях |              |         |